# Приозёрное (Карабалыкский район)
Приозерное (каз. Приозерный) — упразднённое село в Карабалыкском районе Костанайской области Казахстана. Входило в состав Смирновского сельского округа. Находится примерно в 20 км к юго-востоку от районного центра, посёлка Карабалык. Код КАТО — 395059300. Упразднено в 2019 г.
В 1 км к северо-востоку находится озеро Жалтыр-Карабас.

## Население
В 1999 году население села составляло 177 человек (86 мужчин и 91 женщина). По данным переписи 2009 года, в селе проживал 71 человек (33 мужчины и 38 женщин).